# 高輪台駅
高輪台駅（たかなわだいえき）は、東京都港区白金台二丁目にある、東京都交通局（都営地下鉄）浅草線の駅である。駅番号はA 06。

## 歴史
- 1968年（昭和43年）11月15日：都営地下鉄1号線の駅として開業[2]。
- 1978年（昭和53年）7月1日：都営地下鉄1号線を浅草線に改称[2]。
- 2007年（平成19年）3月18日：ICカード「PASMO」の利用が可能となる[3]。
- 2009年（平成21年）8月8日：A1番出入口を移設[4]。
- 2013年（平成25年）6月1日：業務委託化。

### 駅名の由来
高輪地区の高台に位置することから。但し、駅所在地の元々の地名は白金猿町（しろかねさるまち）と呼ばれていた。
計画当時はこの一帯を二本榎（にほんえのき）と称していることから、駅名の仮称は「二本榎」だった（同名は浅草線の変電所名に採用）。

## 駅構造
島式ホーム1面2線を有する地下駅。
当駅のホームはシールド工法で建設された2本の単線トンネル内の上下線間に設置されているため、1面2線の島式ホームでありながら、ホームの上下線間はトンネル構造物で遮られており、これを連絡するためにホームの前後に数本の連絡通路が設置されている（似た構造の駅としては東京メトロ千代田線の国会議事堂前駅がある）。また、駅の前後も単線シールドトンネルであって、泉岳寺方の国道15号路面下から逸れ高輪台地の地下を掘り進む処から五反田駅のホーム手前までがシールドトンネル区間である。
1973年11月27日に三田線の日比谷 - 三田間が開業する前は、都営地下鉄では最も深い駅 (18.2 メートル) であったため、都営地下鉄の駅の中で最初に、改札口⇔ホーム間のエスカレーターが設置された駅でもあり、開業当初から上り用、下り用共に設置されている。
2009年度に、A1出口がエレベーター・エスカレーターを併設して移転した他、併せて駅全体の改修工事も行われた。ホームおよびホームの前後にある数本の通路には内壁が装着され、営業が再開されないままとなっていたホーム内の売店施設も撤去された。
ホームと改札階を結ぶ階段・エスカレーターは1か所のみで、エレベーターはないが、階段に車椅子用の階段昇降機を備える。このほか、泉岳寺寄りに非常用の通路がある。
五反田駅務区が管理し、業務を東京都営交通協力会に委託している。

### のりば
| 番線 | 路線       | 行先                       |
| ---- | ---------- | -------------------------- |
| 1    | 都営浅草線 | 西馬込方面                 |
| 2    | 都営浅草線 | 押上・ 京成線・ 北総線方面 |

（出典：都営地下鉄:駅構内図）

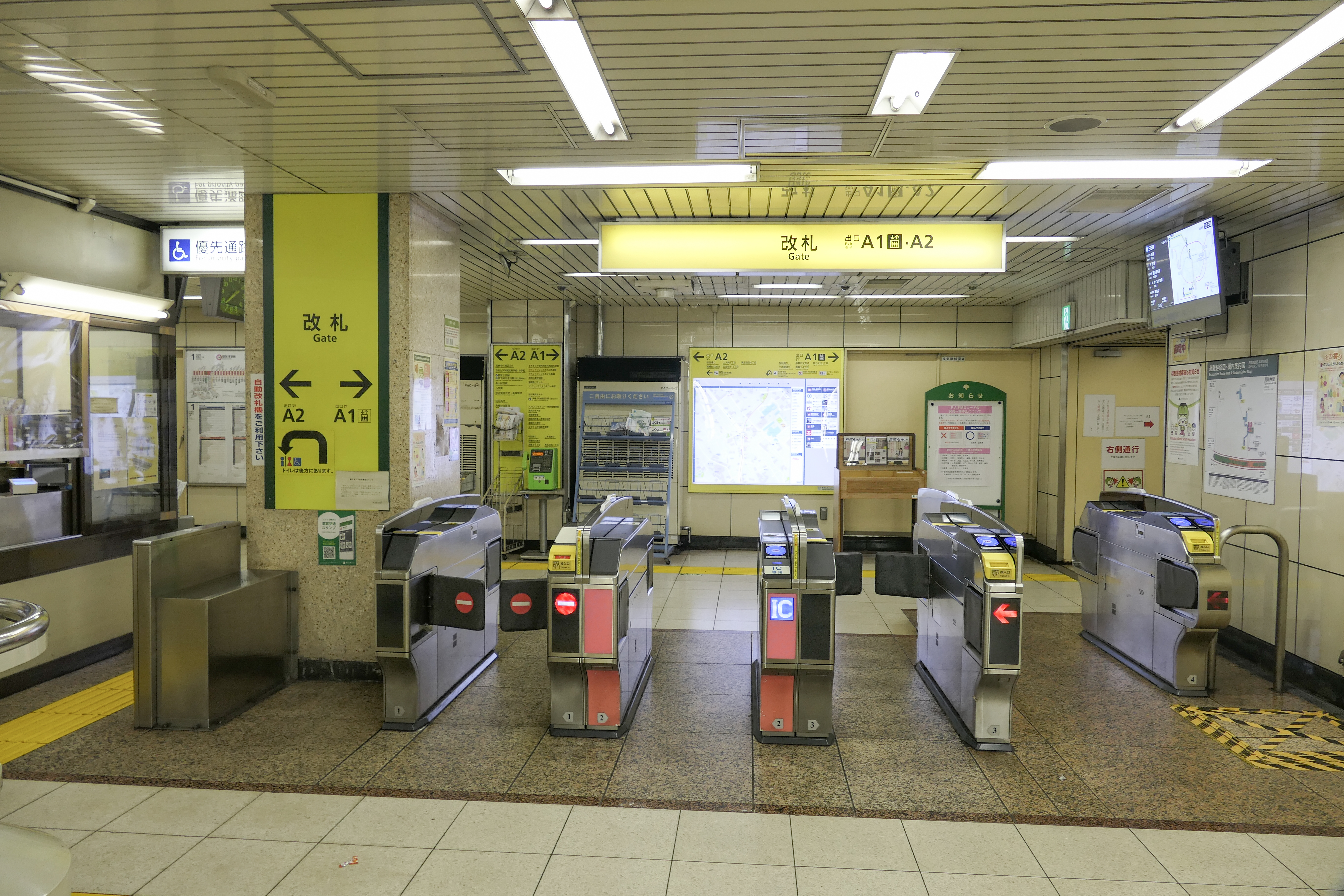
改札口（2023年6月）
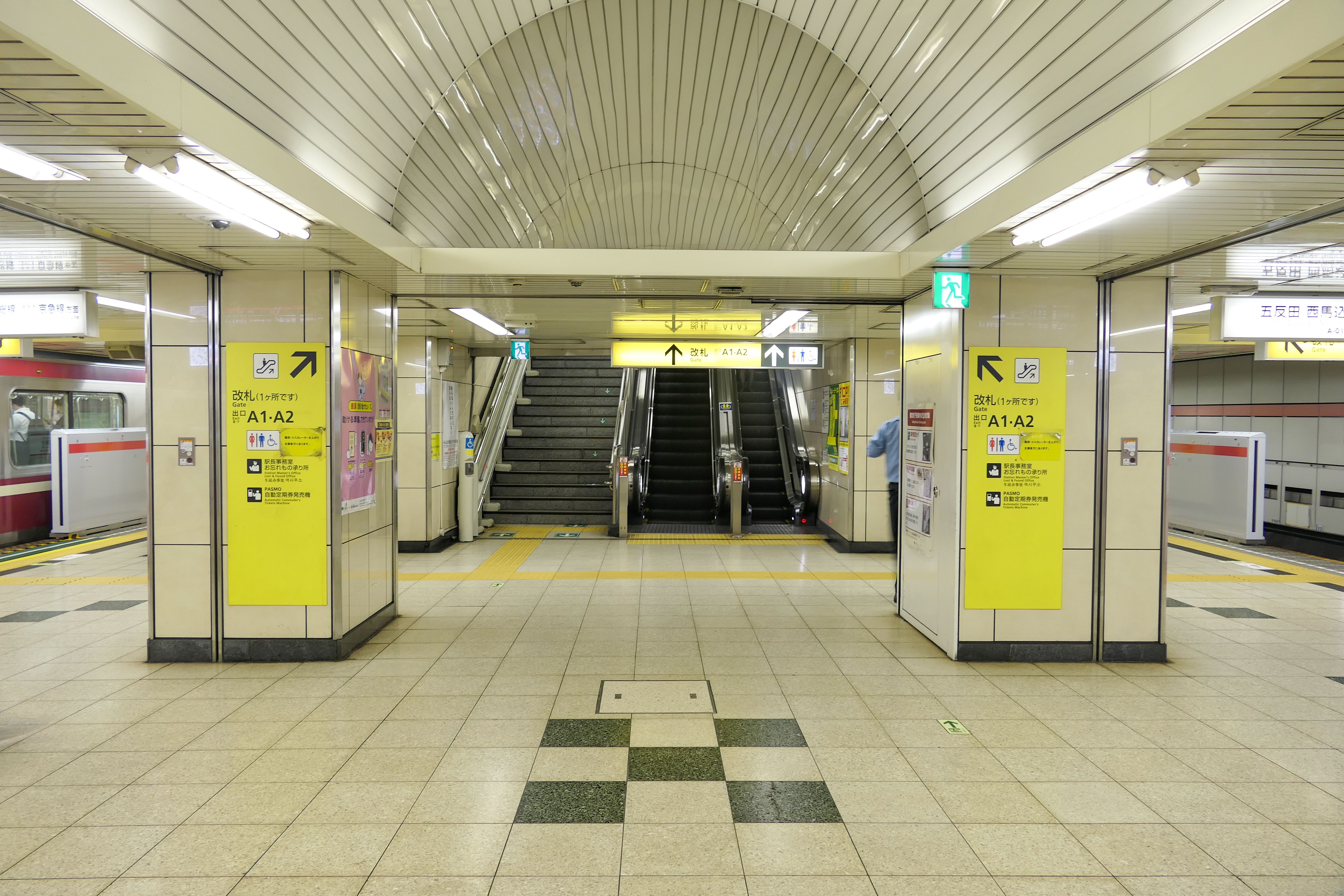
ホーム（2023年6月）

## 利用状況
2023年（令和5年）度の1日平均乗降人員は13,185人（乗車人員：6,454人、降車人員：6,731人）である。都営浅草線の駅では最も利用者が少ない駅である。
各年度の1日平均乗降・乗車人員数の推移は下表の通り。

### 平成
| 年度               | 1日平均 乗降人員 | 1日平均 乗車人員 | 出典     |
| ------------------ | ---------------- | ---------------- | -------- |
| 1990年（平成02年） |                  | 7,707            | [ * 1 ]  |
| 1991年（平成03年） |                  | 8,033            | [ * 2 ]  |
| 1992年（平成04年） |                  | 8,255            | [ * 3 ]  |
| 1993年（平成05年） |                  | 8,153            | [ * 4 ]  |
| 1994年（平成06年） |                  | 8,085            | [ * 5 ]  |
| 1995年（平成07年） |                  | 7,484            | [ * 6 ]  |
| 1996年（平成08年） |                  | 7,447            | [ * 7 ]  |
| 1997年（平成09年） |                  | 7,493            | [ * 8 ]  |
| 1998年（平成10年） |                  | 7,389            | [ * 9 ]  |
| 1999年（平成11年） | 15,111           | 7,232            | [ * 10 ] |
| 2000年（平成12年） |                  | 6,808            | [ * 11 ] |
| 2001年（平成13年） |                  | 6,167            | [ * 12 ] |
| 2002年（平成14年） |                  | 5,973            | [ * 13 ] |
| 2003年（平成15年） | 12,465           | 5,970            | [ * 14 ] |
| 2004年（平成16年） | 11,987           | 5,710            | [ * 15 ] |
| 2005年（平成17年） | 12,334           | 5,874            | [ * 16 ] |
| 2006年（平成18年） | 12,696           | 6,044            | [ * 17 ] |
| 2007年（平成19年） | 12,922           | 6,202            | [ * 18 ] |
| 2008年（平成20年） | 13,041           | 6,334            | [ * 19 ] |
| 2009年（平成21年） | 12,385           | 6,036            | [ * 20 ] |
| 2010年（平成22年） | 12,400           | 6,033            | [ * 21 ] |
| 2011年（平成23年） | 12,548           | 6,115            | [ * 22 ] |
| 2012年（平成24年） | 13,358           | 6,474            | [ * 23 ] |
| 2013年（平成25年） | 13,491           | 6,548            | [ * 24 ] |
| 2014年（平成26年） | 14,090           | 6,865            | [ * 25 ] |
| 2015年（平成27年） | 14,814           | 7,226            | [ * 26 ] |
| 2016年（平成28年） | 14,921           | 7,273            | [ * 27 ] |
| 2017年（平成29年） | 14,822           | 7,233            | [ * 28 ] |
| 2018年（平成30年） | 15,024           | 7,339            | [ * 29 ] |

### 令和
| 年度               | 1日平均 乗降人員 | 1日平均 乗車人員 | 出典     | 出典       |
| 年度               | 1日平均 乗降人員 | 1日平均 乗車人員 | 東京都   | 交通局     |
| ------------------ | ---------------- | ---------------- | -------- | ---------- |
| 2019年（令和元年） | 14,863           | 7,268            | [ * 30 ] | [ 都交 2 ] |
| 2020年（令和02年） | 10,410           | 5,123            |          | [ 都交 3 ] |
| 2021年（令和03年） | 11,180           | 5,487            |          | [ 都交 4 ] |
| 2022年（令和04年） | 12,110           | 5,929            |          | [ 都交 5 ] |
| 2023年（令和05年） | 13,185           | 6,454            |          | [ 都交 1 ] |

## 駅周辺
- JCHO東京高輪病院[6]
- NTT東日本関東病院
- グランドプリンスホテル高輪
- グランドプリンスホテル新高輪
- ザ・プリンス さくらタワー東京
- 畠山記念館
- 物流博物館（当駅下車徒歩7分）
- 高野山東京別院
- 明治学院大学白金キャンパス
- 東京医療保健大学五反田キャンパス
- 清泉女子大学品川キャンパス
- 明治学院高等学校
- 頌栄女子学院中学校・高等学校
- 駐日エチオピア大使館
- 駐日マラウイ大使館
- 高輪警察署
- 高輪台郵便局
- ザヒルトップタワー高輪台
- 国道1号(桜田通り)

### バス路線
最寄り停留所は、桜田通りにある高輪台駅前および白金台二丁目となる。以下の路線が乗り入れ、東京都交通局により運行されている。
- 反94系統：赤羽橋駅前行 / 五反田駅行（平日のみ運行）[14]

このほか少し離れた所にあるグランドプリンスホテル新高輪前も最寄りバス停として案内されている。いずれも上記反94系統より本数が多い。
- 品93系統：目黒駅前行 / 大井競馬場前行・品川車庫前行・都立産業技術高専品川キャンパス前行
- 品97系統：品川駅高輪口行

## 隣の駅
東京都交通局（都営地下鉄）
 都営浅草線
五反田駅 (A 05) - 高輪台駅 (A 06) - 泉岳寺駅 (A 07)